# Armillaria novae-zelandiae
Armillaria novae-zelandiae là một loài nấm trong họ Physalacriaceae. Loài gây mầm bệnh cho cây này là một trong ba loài Armillaria được xác định ở New Zealand (các loài khác là A. limonea và A. hinnulea).